# シュワイフ港

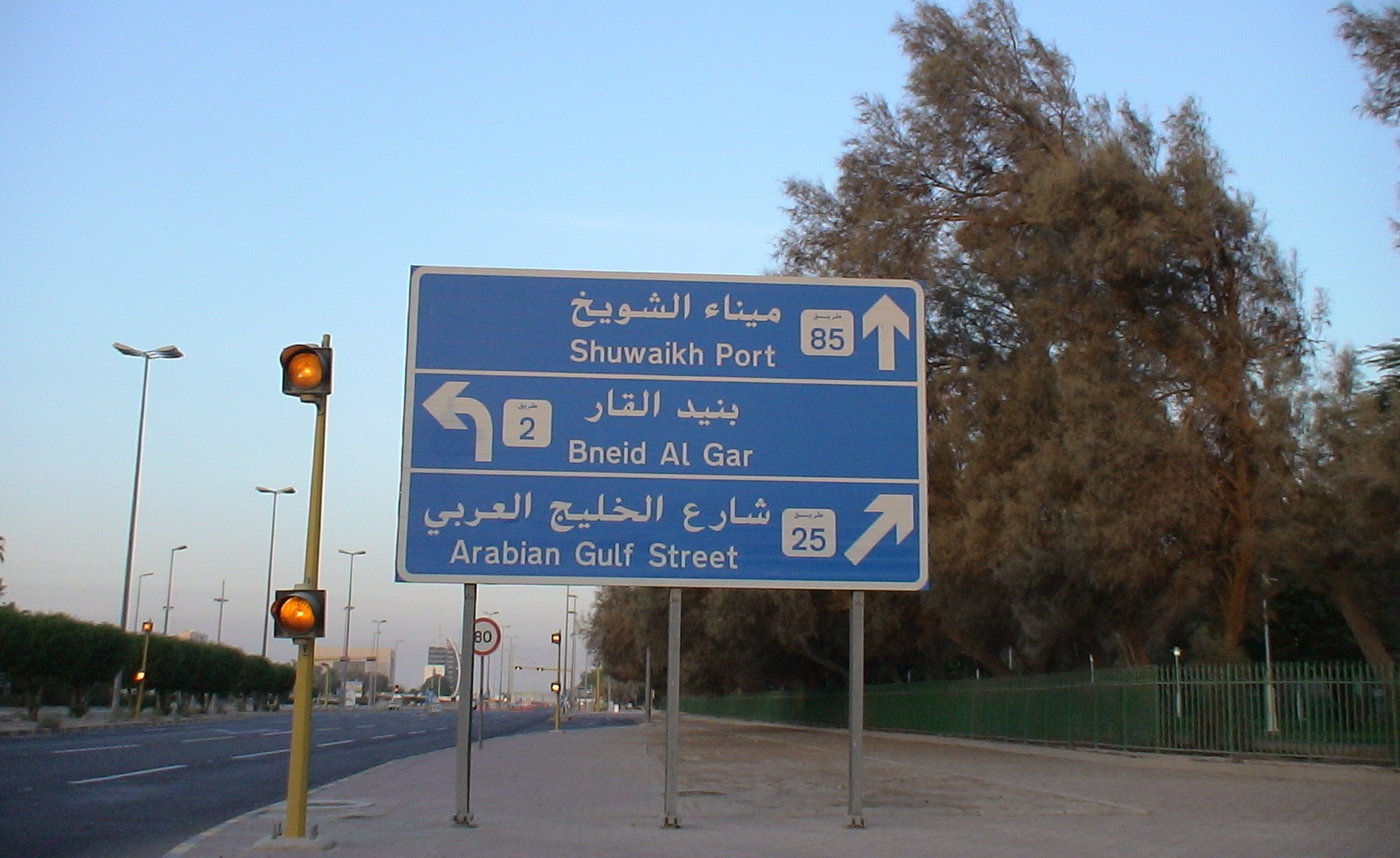
シュワイフ港を示す道路標識

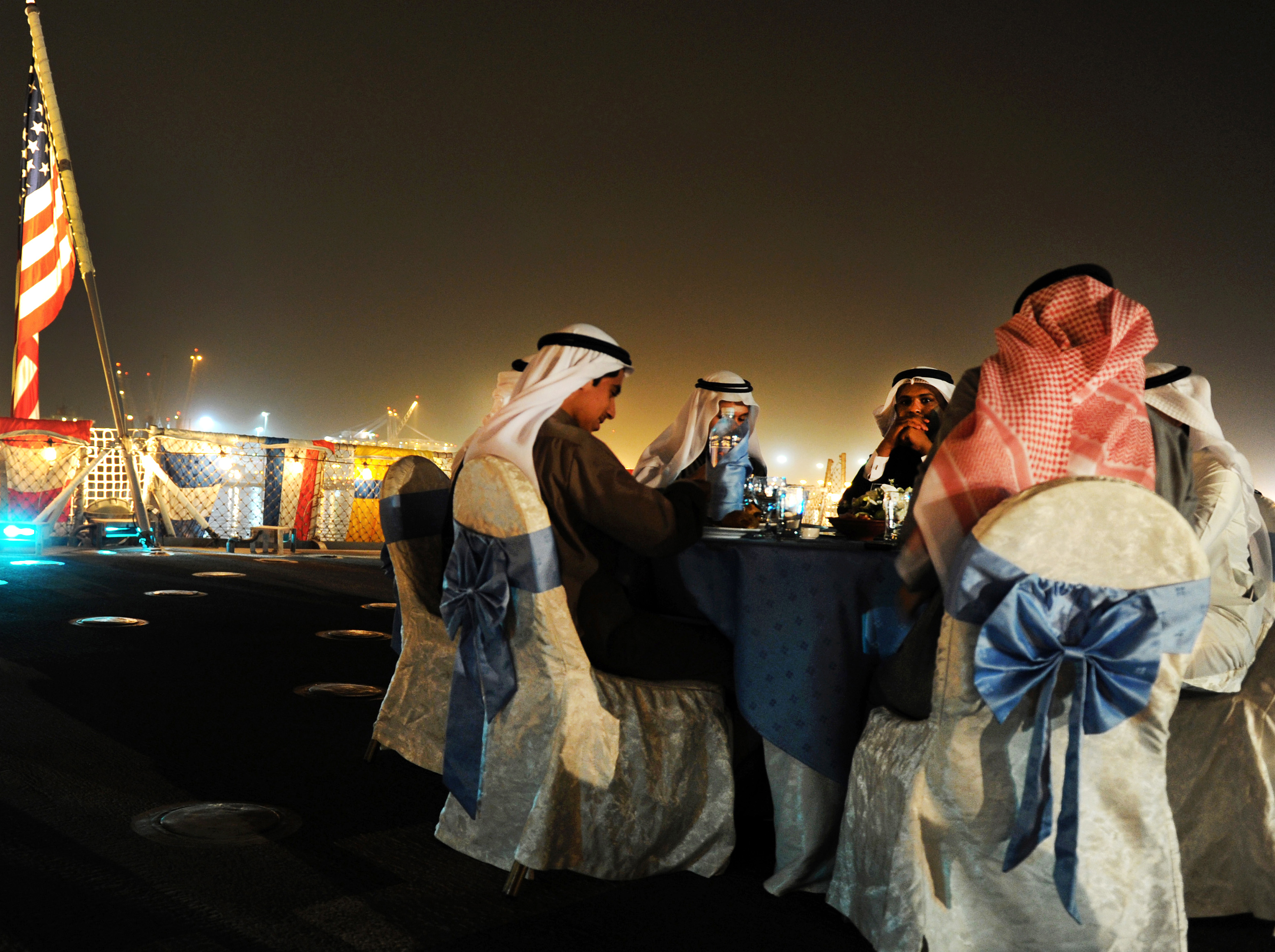
シュワイフ港に係留中の米海軍艦上で行われた晩餐に参加するクウェート人

シュワイフ港（アラビア語: ميناء الشويخ Mīnāʾ aš-Šuwaiḫ、英語: Shuwaikh Port）は、クウェート市から西に3km離れた場所にあるクウェートの商業港で、シュワイフ港は1960年に操業を開始したクウェートで最も古い商業港で、港湾全域の面積は440万m2、うち泊地面積は約120万m2、陸地面積は320万m2である。2006年、同港は75万個のコンテナを陸揚げした。
港湾には、水深10mの14バース（1番バースから14番バースまで）と、水深8.5mの4バース（18番バースから21番バースまで）、水深6.7mの3バース（15番バース、16番バース、17番バース）を含む計21バースがあり、これら係留施設の全長は4,055mとなっている。同港に出入りする船舶の動きは、クウェート湾に掘られた全長約8km、水深8.5mの航路に依存しており、同港は常に喫水7.5mの船舶が航行でき、満潮時には喫水9.5mの船舶が航行できる。